# 彭勃 (1981年)
彭勃（1981年2月18日—），江西南昌人，中國男子跳水運動員，注册单位為解放军。現任中華人民共和國解放軍（國家軍隊）之海軍跳水隊教練。

## 生涯
彭勃早在幼年時期就開始於江西省南昌市体校接受跳水運動，開始了他的跳水生涯，當時的教练是胡斌。4年後，彭勃在江西省体工队繼續自己的跳水生涯，其教练是黄萍。7年後入選國家隊，刘恒林是彭勃的教练。
入選國家隊之後的3年先贏得了世界游泳锦标赛男子双人3米跳板賽事金牌。1年之後，在世界杯中奪得了男子3米板亚军、团体冠军，釜山亚运会中為中國奪得了男子3米跳板双人金牌。又1年後，彭勃表現更為出色，先後贏得了世界游泳锦标赛男子3米板銀牌以及世界军人运动会男子１米跳板金牌。
2004年，彭勃在第14届世界杯中獲得了男子3米板双人冠军、个人季軍。在雅典奧運上，彭勃与隊友王克楠率先參加男子3米板雙人比賽。在最后一跳前還遙遙領先時，隊友王克楠罕見地出現嚴重失誤，導致這一輪得分為0，直接落到最后一位。幾天以後，彭勃頂住壓力，在男子3米板單人比賽中，爆冷地摘下了男子3米彈板賽事中的金牌。
2005年，彭勃在十運會中在男子三米彈板項目中只排名第四名。其後，彭勃因為練習「5353B」這個動作而頻繁受傷。2008年，彭勃因為在北京奧運會選拔賽上表現不佳，無緣北京奧運會。
2009年在十一運會 與張新華代表解放軍奪得雙人3米跳板銀牌。賽後，彭勃宣布退役，結束了跳水生涯。